# 우에노촌 (아이치현 헤키카이군)
우에노촌(上野村)은 아이치현 헤키카이군에 설치되었던 촌이다. 현재의 도요타시 남부에 해당한다.